# Bałtyk-Karkonosze Tour 2017
25. edycja kolarskiego Bałtyk-Karkonosze Tour odbywała się od 17 do 21 maja 2017 roku. Wyścig liczył 6 etapów, o łącznym dystansie 669,3 km. Wyścig figurował w kalendarzu cyklu UCI Europe Tour, posiadając kategorię UCI 2.2.

## Etapy
| Etap | Data    | Start – Meta            | km    | Typ         | Zwycięzca etapu       | Lider            |
| ---- | ------- | ----------------------- | ----- | ----------- | --------------------- | ---------------- |
| 1.   | 17 maja | Kołobrzeg – Sławno      | 140,8 | Płaski      | Johim Ariesen         | Johim Ariesen    |
| 2.   | 18 maja | Goleniów – Chociwel     | 165,9 | Płaski      | Andriy Kulyk          | Andriy Kulyk     |
| 3.   | 19 maja | Zbąszynek – Zbąszynek   | 116,1 | Płaski      | Maximilian Beyer      | Andriy Kulyk     |
| 4.   | 20 maja | Kożuchów – Lubań        | 145,6 | Płaski      | Sylwester Janiszewski | Andriy Kulyk     |
| 5.   | 21 maja | Kowary – Przełęcz Okraj | 11,6  | ITT         | Vadim Pronskiy        | Marek Rutkiewicz |
| 6.   | 21 maja | Piechowice – Karpacz    | 89,3  | Pagórkowaty | Grigoriy Shtein       | Marek Rutkiewicz |

## Klasyfikacja generalna
| M-ce | Imię i nazwisko        | Kraj       | Drużyna               | Czas        |
| ---- | ---------------------- | ---------- | --------------------- | ----------- |
| 1.   | Marek Rutkiewicz       | Polska     | Wibatech 7R Fuji      | 16h 27' 26" |
| 2.   | Vadim Pronskiy         | Kazachstan | Astana City           | + 12"       |
| 3.   | Adam Stachowiak        | Polska     | Voster Uniwheels Team | + 19"       |
| 4.   | Bartosz Warchoł        | Polska     | Team Hurom            | + 51"       |
| 5.   | Leszek Pluciński       | Polska     | CCC Sprandi Polkowice | + 57"       |
| 6.   | Paweł Bernas           | Polska     | Domin Sport           | + 59"       |
| 7.   | Dinmukhammed Ulysbayev | Kazachstan | Astana City           | + 1' 20"    |
| 8.   | Emanuel Piaskowy       | Polska     | Team Hurom            | + 1' 21"    |
| 9.   | Kamil Zieliński        | Polska     | Domin Sport           | + 1' 26"    |
| 10.  | Lars van den Berg      | Holandia   | Metec–TKH             | + 1' 46"    |